# Калашников, Николай Сергеевич

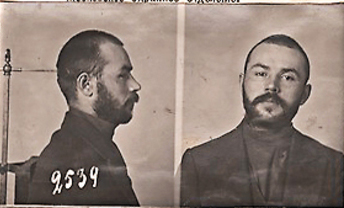
Тюремная фотография. 1910 г.

Николай Сергеевич Калашников (англ. Nicholas Kalashnikoff; 4 (16) мая 1884, Минусинск — 17 августа 1961, Нью-Йорк) — российский политический деятель (эсер), участник Первой мировой и Гражданской войн. Американский журналист и писатель.

## Биография
Николай Калашников родился 4 (16) мая 1884 году в Минусинске, учился в Санкт-Петербургском университете. Был заключён в тюрьму за подготовку терактов, бежал, скрывался в Финляндии, обучал эсеров тому, как осуществлять диверсии и убийства. Состоял членом Летучего боевого отряда Северной области партии социалистов-революционеров под руководством А. Д. Трауберга (кличка «Карл»). Был арестован и приговорён к каторжным работам в Александровском централе. В начале Первой мировой войны поступил добровольцем в армию, сражался на фронте до 1917 и дослужился до чина прапорщика.

### Гражданская война
После Февральской революции 1917 года Н. С. Калашников был избран заместителем председателя военного совета Иркутского гарнизона и назначен помощником командующего Иркутским военным округом. Когда в январе 1918 года большевики распустили Сибирскую областную Думу, то оставшиеся на свободе делегаты 28 января избрали Временное Сибирское правительство. Военный министр Сибирского правительства А. А. Краковецкий, которому была поручена организация свержения советской власти, разделил Сибирь на два военных округа, назначив прапорщика Н. С. Калашникова (руководившего с 1 января по 11 июля 1918 года подпольной Иркутской военной организацией) уполномоченным в Восточно-Сибирском военном округе, однако из-за того, что в подполье преобладали офицеры, плохо относившиеся к эсерам, вскоре Калашников был заменён на полковника А. В. Эллерц-Усова. После свержения советской власти в Сибири А. В. Эллерц-Усов 11 июля вступил в должность командующего Иркутским военным округом, а Н. С. Калашникова назначил своим помощником.
Осенью 1918 года Калашников выехал в Екатеринбург, возглавив осведомительный отдел штаба Сибирской армии.
Справочное издание «Русские в Северной Америке» утверждает, что Калашников в 1919 году бежал в Китай, однако российские источники рассказывают о деятельности Н. С. Калашникова в Сибири не только в 1919, но даже в начале 1920 года.
В июне 1919 года был создан Сибирский союз эсеров, призвавший к свержению власти А. В. Колчака. В начале августа Сибирский краевой комитет эсеров создал Военно-социалистический союз защиты народоволастия. Н. С. Калашников возглавил эсеровскую ячейку в штабе 1-й армии. После отстранения генерала Гайды от командования армией, он отправился во Владивосток вместе с наиболее активными своими сотрудниками, среди которых был и Калашников.
Осенью 1919 года Н. С. Калашников оказался в Иркутске, где 12 ноября по инициативе местной земской управы открылось Всесибирское совещание земств и городов. На совещании был образован Политический центр, начавший подготовку антиколчаковского восстания с перспективой создания буферной государственности. 24 декабря, накануне выступления, контрразведка штаба Иркутского военного округа задержала революционный комитет эсеров из 18 человек; Н. С. Калашникову, В. В. Максимову-Соколову и М. Я. Линдбергу, а затем В. П. Неупокоеву удалось скрыться, остальные были арестованы и впоследствии казнены. В 18 часов 24 декабря по приказу Политцентра Н. С. Калашников и В. П. Мерхалев возглавили выступление в Глазкове 53-го Сибирского стрелкового полка, одновременно выступила Иркутская местная бригада. Повстанцы стали Народно-революционной армией, которую возглавил Н. С. Калашников (к тому времени — штабс-капитан). В результате двухнедельных боёв с войсками, сохранившими верность Колчаку, в основном состоящими из юнкеров и кадетов — учащихся военных учебных заведений, и пришедшими им на помощь частями атамана Семёнова, к 5 января войска НРА взяли Иркутск под контроль.
Юнкер Киселёв вспоминал о боях тех дней: «27 декабря, когда отряд Особого назначения атаковал училище, то к двум пулемётчикам с пулемётом Шварцлозе — карпаторуссам, занявшим по боевой тревоге своё место у входа в училище, подошёл их курсовой офицер штабс-капитан Калашников с двумя солдатами. Ничего не подозревавшие юнкера подпустили его к себе. Подойдя к юнкерам, Калашников выхватил револьвер, застрелив их обоих. Солдаты подхватили пулемёт и унесли его к красным».
17 января из Нижнеудинска в Иркутск сообщили о появлении в пределах Иркутской губернии отступающих частей Русской армии. Под предлогом того, что Политцентр не предпринимал мер по противодействию частям Каппеля, иркутские большевики 21 января потребовали от Политцентра передать им власть. Политцентр согласился, и 22 января был подписан акт о передаче всей полноты власти от Политцентра к военно-революционному комитету из большевиков под председательством А. А. Ширямовым. Приказом от 23 января 1920 года войска НРА были сведены в Восточно-Сибирскую советскую армию (ВССА), которую вместо Н. С. Калашникова возглавил Д. Е. Зверев.
25 января 1920 года в селе Бичура был созван Съезд восставшего трудового народа Западного Забайкалья. В 10-х числах февраля красные забайкальские партизаны, мобилизовав 560 местных жителей, попытались в селе Кабанское остановить части Каппеля, полагая, что те ослаблены переходом через Байкал. Однако белые разгромили красных и взяли в плен до 200 партизан, которых, разоружив, распустили по домам. Прибайкальский партийный комитет запросил у Иркутского ревкома помощи людьми и вооружением. В ответ в Иркутске из рабочей дружины и добровольческих частей Восточно-Сибирской советской армии (ВССА) сформировали Забайкальскую группу войск, которую возглавил Н. С. Калашников. 17 февраля она походным порядком выступили из Иркутска на Култук, и 23 февраля достигла восточного побережья Байкала, где уже формировалась 7-я Забайкальская дивизия. 2 марта 1920 года части ВССА заняли Верхнеудинск. 10 марта в Верхнеудинск переехал Главный оперативный штаб (А. А. Ширямов, А. В. Павлов и другие), который подчинил себе Забайкальскую группу ВССА и местных партизан и приступил к их переформированию в Забайкальскую стрелковую и Забайкальскую кавалерийскую дивизии. В знак протеста против этих несогласованных с ним распоряжений Н. С. Калашников подал в отставку.

### В эмиграции
Некоторое время жил в эмиграции в Китае. В 1924 году эмигрировал в США, получил гражданство США (1930). Сотрудничал с Марком Вишняком в образовании «фонда» по изданию книги «Всероссийское Учредительное Собрание» на русском языке в Париже Изд. «Современные Записки», 1932. Опубликовал ряд художественных произведений на английском языке, переведённых впоследствии на другие языки.
В 1949 году вместе с другими старыми эмигрантами-социалистами был одним из организаторов Лиги борьбы за народную свободу. Соредактор сборника «Памяти В. И. Лебедева» (1958).

## Семья
- Первая жена — Лина Яковлевна Гендельман (?—1940-е[6]), сестра члена ЦК ПСР Михаила Гендельмана (1881—1938), «безвременно» (М. Вишняк) скончалась в эмиграции в США[5].
- Вторая жена — Диссия Наумовна Шур (? — 1922), Дочь Лидия Николаевна (Григорьевна (по дяде воспитателю)) Шур-Калашникова (1921—1987)[источник?].
- Третья жена — Элизабет Лоренс, редактор издательства Харпер энд Роу[7].

## Сочинения
- They that take the sword. 1939. New York: Harper & Bros., 1939
- Jumper. The life of the Siberian horse. 1944.
- Toyon. A dog of the North and his people. 1950.
- The Defender[англ.]. 1951.
- My friend Yakub. 1953.